# Akriten

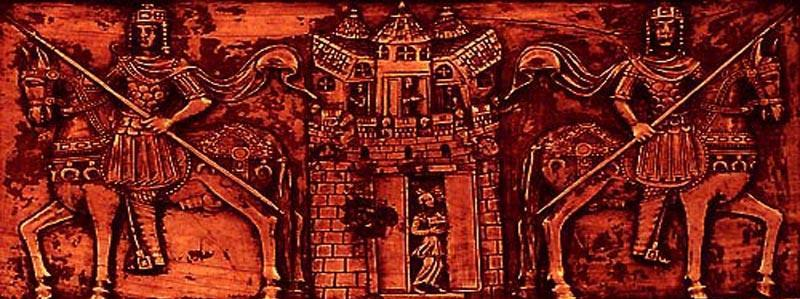
Akriten als Grenzwache. Mittelalterliche Metalltafel

Die Akriten (griech. Akritai) waren die Bewohner des byzantinisch-muslimischen Grenzgebiets (9.–13. Jahrhundert), die, zusammen mit den Themenarmeen, einen wichtigen Bestandteil der byzantinischen Grenzverteidigung darstellten. 
Oft werden die spätantiken limitanei als Vorläufer angesehen, doch dürfte dies nur teilweise richtig sein, auch wenn die Akriten durchaus teils Dienst in Garnisonen leisteten oder an Feldzügen teilnahmen. Die Akriten jedenfalls wurden für ihre militärischen Dienste von den teils drückenden Abgaben befreit und erhielten Land zugewiesen, was sicherlich ihren Willen, das Grenzgebiet zu verteidigen, zusätzlich förderte. Sie erlangten jedoch auch zeitweise eine halb-autonome Stellung gegenüber der Reichsregierung in Konstantinopel, die sie geschickt auszunutzen verstanden. Im 11. Jahrhundert begann der Niedergang der Akriten, die nun ebenfalls besteuert wurden, jedoch sind sie noch bis in die Palaiologenzeit nachweisbar. Die Auflösung der Akriten, auch der akuten Finanznot des byzantinischen Staates in dieser Zeit geschuldet, hatte jedoch fatale Auswirkungen auf die byzantinische Grenzverteidigung im westlichen Kleinasien und beschleunigte die Eroberung dieser wichtigen Region durch die Seldschuken.
Eine wichtige Quelle stellt unter anderem das Epos Digenis Akritas dar, welches das Leben im Grenzgebiet, einschließlich der ständigen Grenzkämpfe und des Ehrenkodex der Akriten (aber auch den ihrer muslimischen Gegner), beschreibt.